# Vinkduif

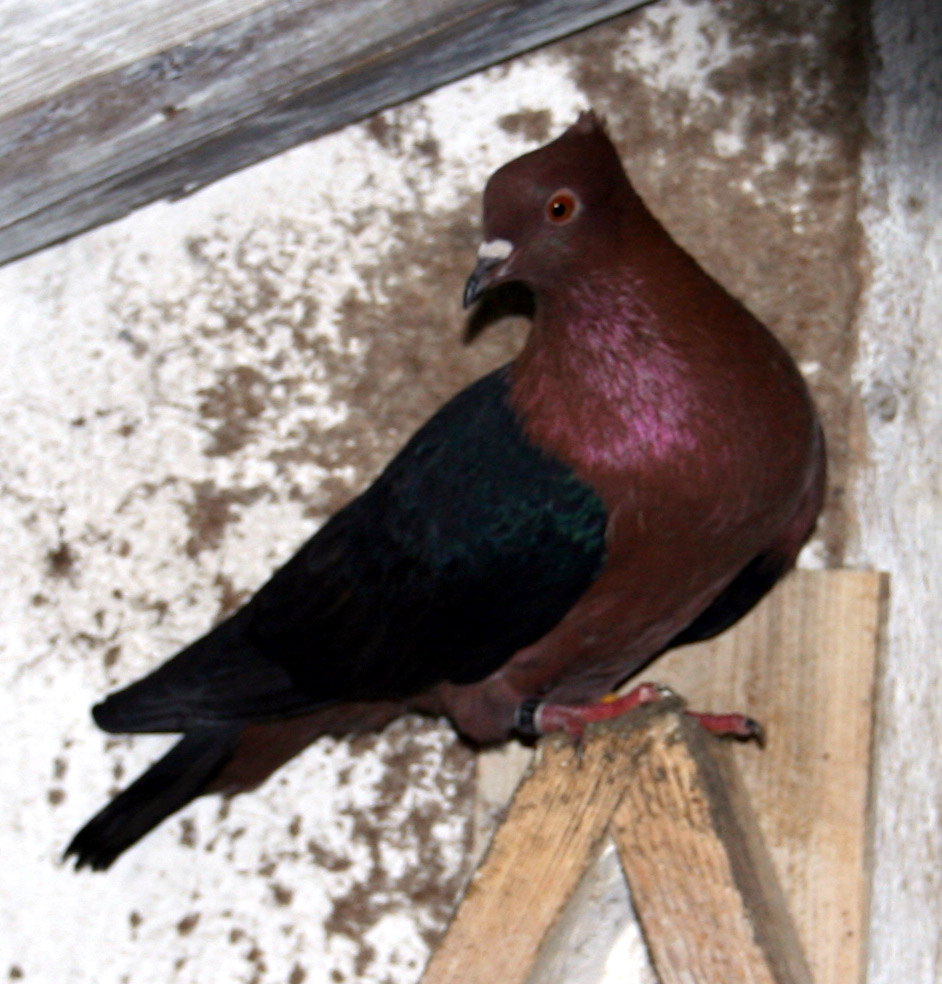
Een vinkduif

De vinkduif is een van de bekendste sierduiven. Het is een kleurduif en kleurduiven staan er om bekend dat ze snel schuw worden. Daardoor wordt de vinkduif steeds minder gehouden.

## Kleurslagen
De vinkduif is erkend in de volgende kleurslagen:
- koperzwartvleugel
- koperblauwvleugel
- koperwitvleugel
- goudzwartvleugel
- goudblauwvleugel
- goudwitvleugel